# Andrew Ratcliffe
Andrew Ratcliffe (Andrew William Ratcliffe; * 27. April 1955) ist ein ehemaliger australischer Sprinter.
Bei den British Commonwealth Games 1974 in Christchurch erreichte er über 200 Meter das Halbfinale und siegte mit der australischen Mannschaft in der 4-mal-100-Meter-Staffel.

## Bestzeiten
- 100 m: 10,3 s, 19. März 1978, Brisbane
- 200 m: 20,9 s, 3. Januar 1973, Sydney